# Жеребкін Віталій Анатолійович
Віталій Анатолійович Жеребкін (нар. 2 січня 1987) — український футболіст, воротар.

## Життєпис
Вихованець київського РВУФК та одеського ДЮСШ-11. Футбольну кар'єру розпочав у складі «Чорноморця-2». Дебютував у футболці одеського клубу 12 квітня 2004 року в програному (0:4) виїзному поєдинку 19-о туру групи Б Другої ліги проти молодіжненської «Кримтеплиці». Віталій вийшов на поле на 71-й хвилині, замінивши Андрія Верещака. Цей матч виявився єдиним для Жеребкіна в складі «Чорноморця-2». Починаючи з 2004 року перебував на контракті в хмедьницькому «Поділля», проте протягом двох сезонів не зіграв за команду жодного офіційного матчу. У 2006 році грав в оренді, провів 9 поєдинків в аматорському чемпіонаті України за «Іскра-Поділля» (Теофіполь). У сезоні 2006/07 років зіграв 10 матчів за «Поділля» в Першій лізі України, ще 1 поєдинок зіграв у кубку України. У 2007 році перебрався в «Дністер», де за підсумками сезони зіграв 2 матчі в Другій лізі України. У сезоні 2008/09 років перебував у заявці «Дністра» на сезон, але не зіграв за овідіопольський клуб жодного офіційного матчу.
У 2009 році виїхав до Молдови, де провів 13 матчів за «Сфинтул Георге» у Національному дивізіоні Молдови. У 2011 році зіграв 2 матчі в Другій лізі за «Бастіон» (Іллічівськ). У 2011 році грав у чемпіонаті Черкаської області, а в 2012 році грав в аматорському чемпіонаті України за «Ретро» (Ватутіне). З 2012 по 2013 рік грав за «Вінницю» в обласному чемпіонаті та аматорському чемпіонату України. З 2014 року грав у чемпіонаті Вінницької області за «Бершадь» та «Світанок-Агросвіт».